# مالوکیزیل‌بایوو
مالوکیزیل‌بایوو (انگلیسی: Malokyzylbayevo) یک شهرک در شهرستان مچتلینسکی استان باشقیرستان کشور روسیه است.